# Nils Koppel

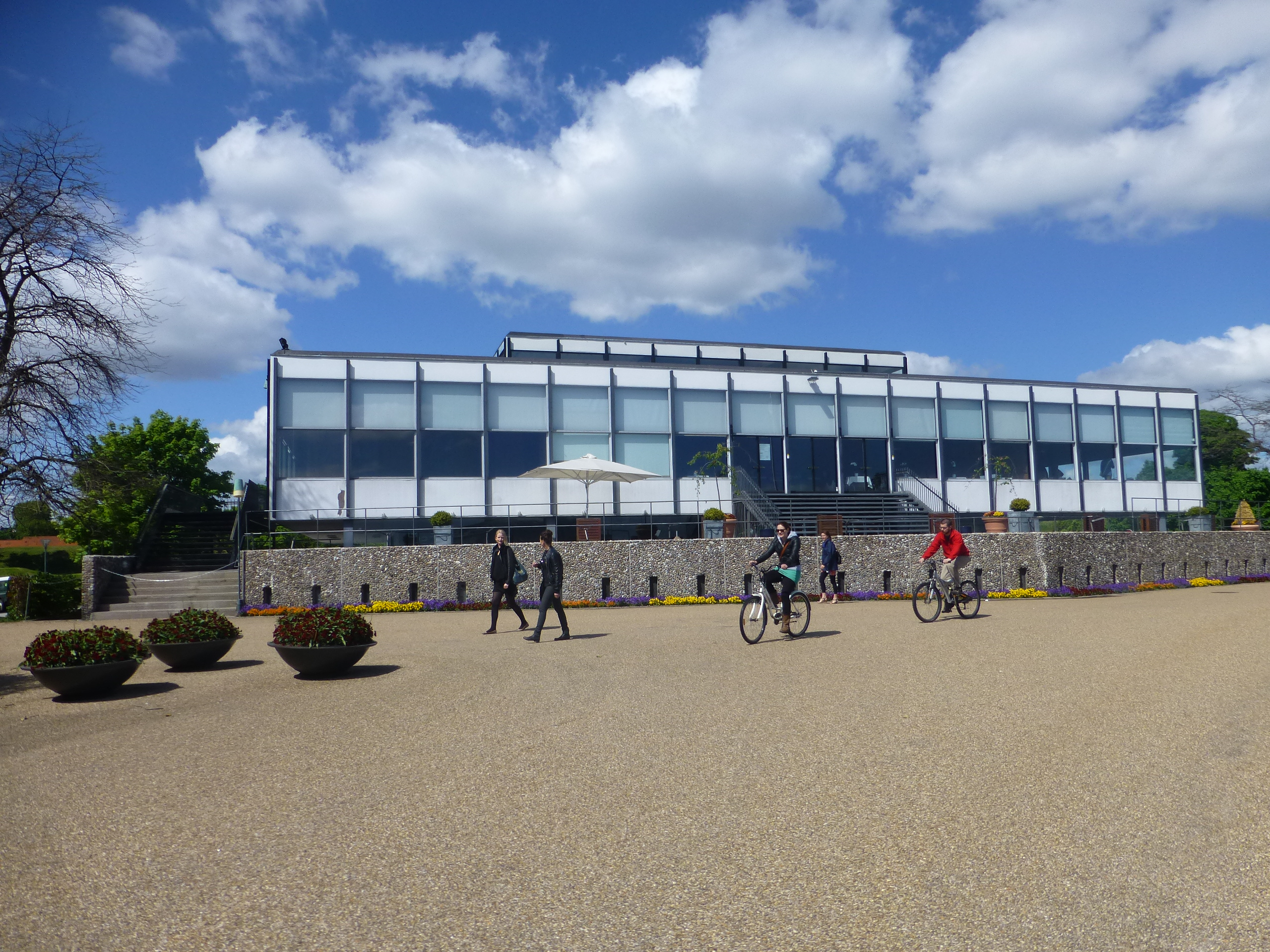
Langeliniepaviljongen

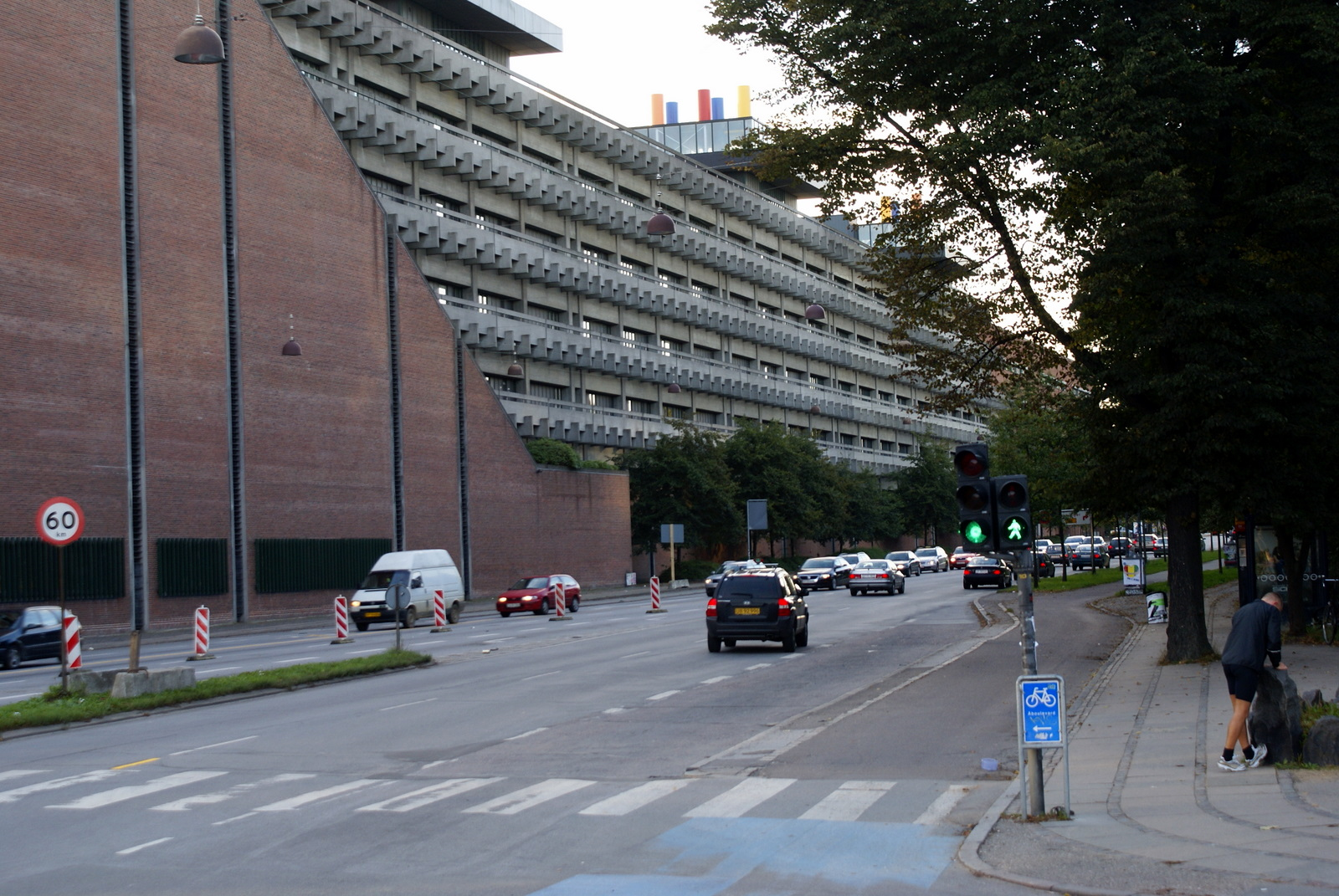
Panuminstitutet

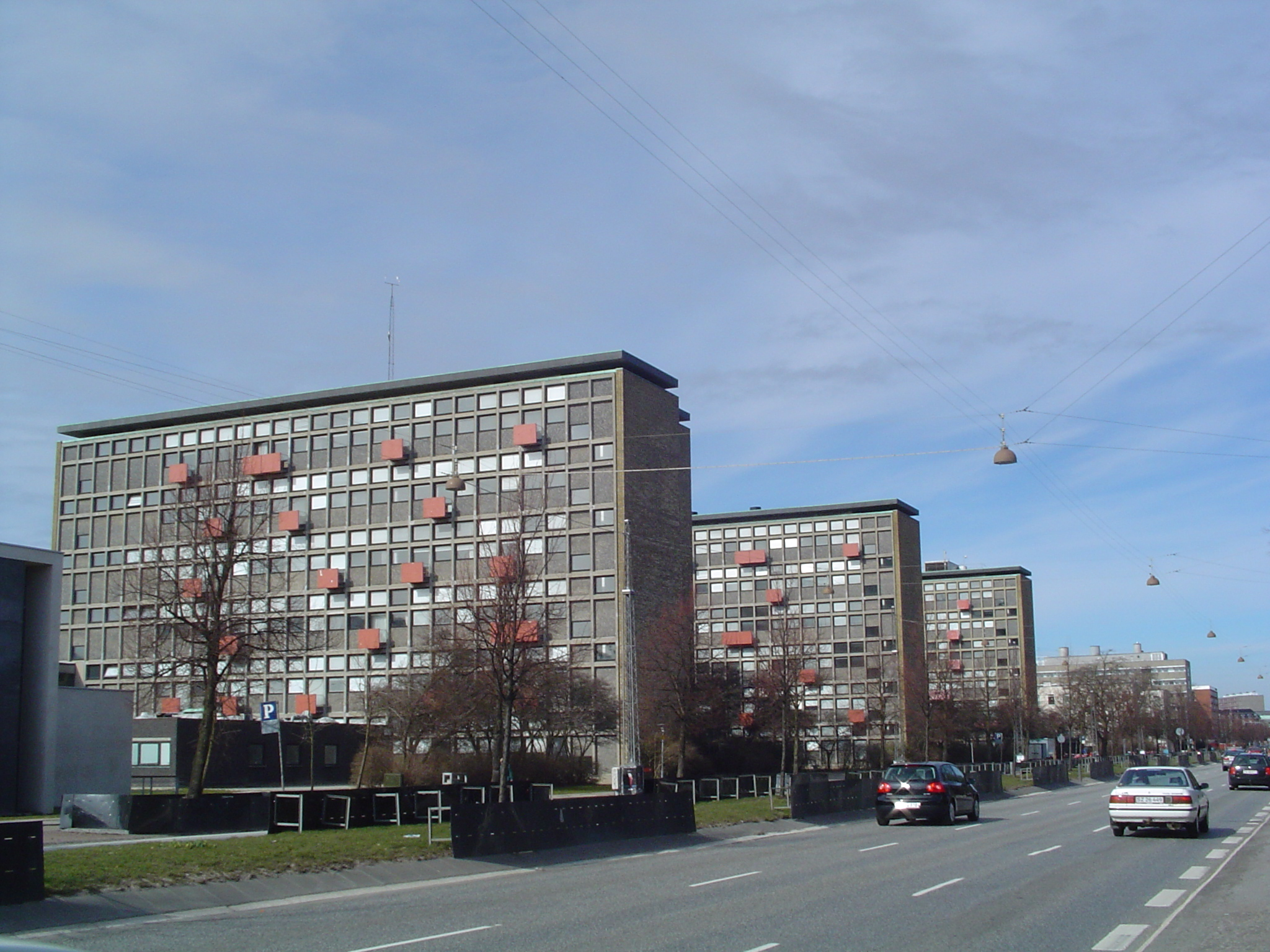
H.C. Ørsted Instituttet

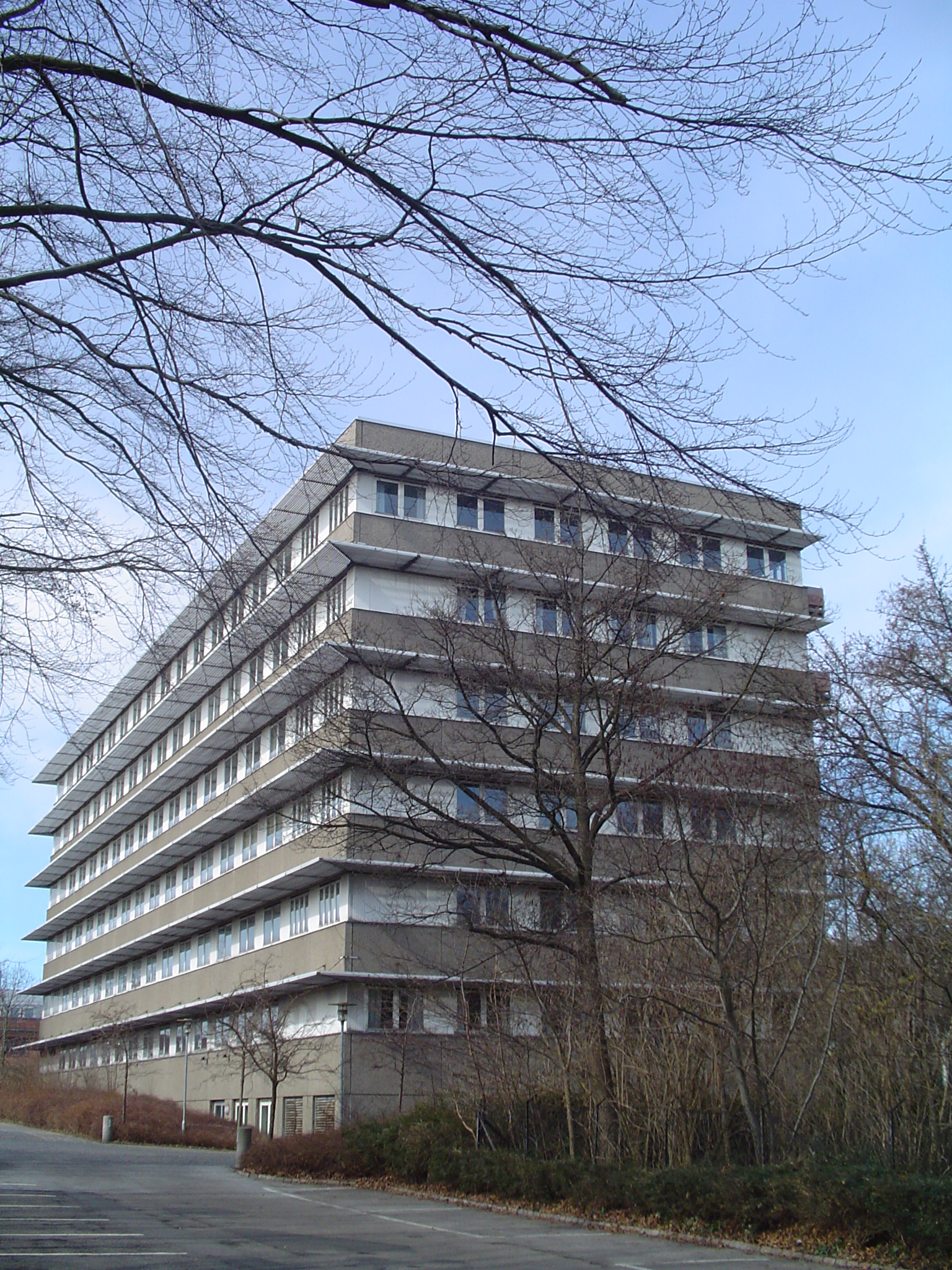
August Krogh-institutet

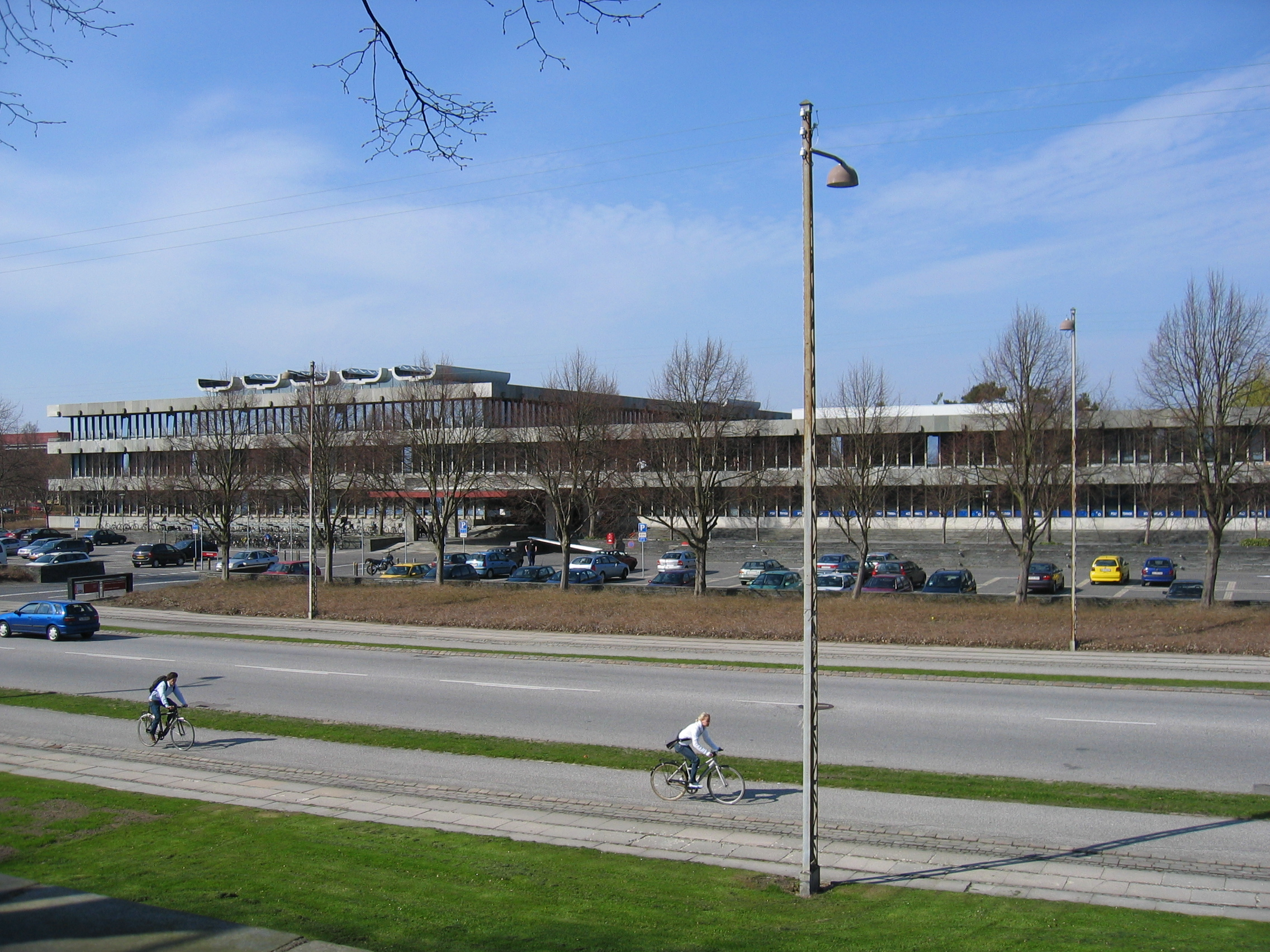
Danmarks Tekniske Universitet

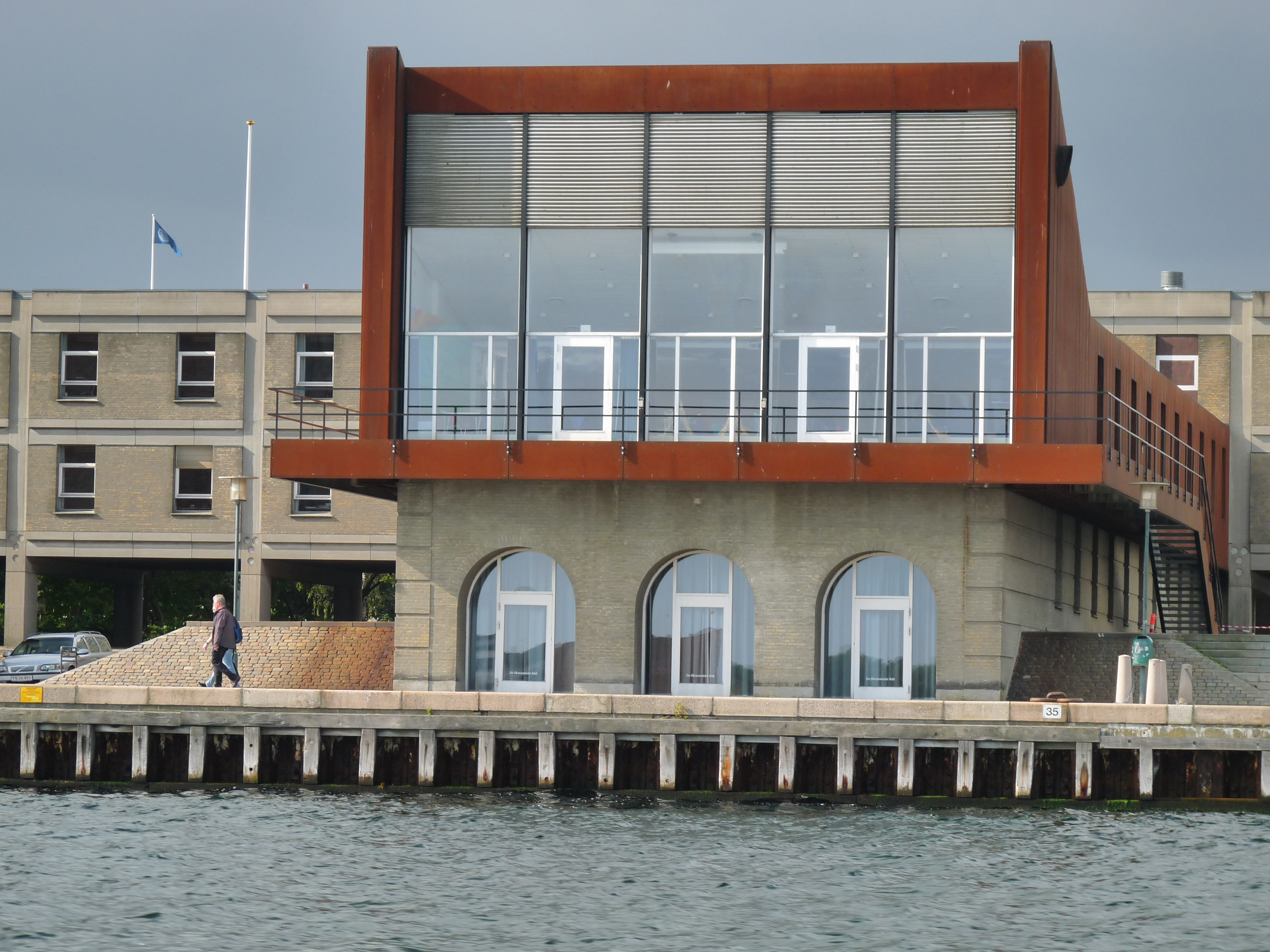
Nordre Toldbod

Nils Adolf Koppel, född 11 juni 1914 i Köpenhamn, död 11 juni 2009, var en dansk arkitekt.
Nils Koppel var son till redaktören Valdemar Koppel och bror till Henning Koppel. Han träffade Eva Koppel på Den Polytekniske Læreanstalt år 1935, där hon studerade matematik och han läste till ingenjör. Samma år sökte de bägge in på Kunstakademiets Arkitektskole och kom bägge in. De gifte sig 1936.
Under studietiden 1939–1940 arbetade de tillsammans på Alvar Aaltos arkitektkontor i Helsingfors. De fick sitt första barn 1940 och examinerades från arkitektskolan 1941. Nils Koppels far var jude och han arresterades 1943, men blev frisläppt, varefter de kunde rädda sig med en liten båt över Öresund till Sverige. De fick sedan åter arbete på Alvar Aaltos arkitektkontor.
De återvände till Danmark efter andra världskriget 1945 och startade en arkitektverksamhet i sitt hem. De ritade ett antal enfamiljshus, till en början åt familj och vänner, samt formgav tapeter, stolar och ljusarmaturer och andra konstindustriföremål. År 1952 färdigställdes Varminghuset, ett enfamiljshus i Gentofte för Birgitte och Jørgen Varming, vilket anses vara ett föregångshus för nordisk modernism och som blev byggnadsminne 2005.
År 1951 utlyste Gladsaxe kommun en arkitekttävling för ett kulturcentrum i Buddinge, med skola, biograf, en stor aula för 800 platser, bibliotek samt ungdomsklubblokaler, vilken vanns av Eva och Nils Koppel, och det slutliga bygget kom att omfatta en folkskola 1955, Gladsaxe gymnasium 1956 och en gemensam aula för skolorna 1964. 
Arkitektfirman blev berömd 1954, efter det att den vunnit arkitekttävlingen om Langeliniepaviljongen i Köpenhamn, som blev uppförd 1958 och byggnadsminne 2007. Samtidigt med Gladsaxeprojektet och Langeliniepaviljongen fick paret Koppel via familjeförbindelser sitt första stora uppdrag 1954–1958 med utbyggnaden av Søllerød Park.
År 1956 utnämndes Nils Koppel till Kunglig byggnadsinspektör, vilket medförde att arkitektkontoret fick uppdrag att rita bland annat H.C. Ørsted-institutet 1958–1964, Danmarks Tekniske Universitet 1960–1973, Panuminstitutet 1966–1986 och Københavns Universitet Amager 1971–1980 (rivet). År 1968 slog Koppels ihop sin firma med Gert Edstrands och Poul Erik Thyrrings arkitektkontor till Arkitektkontoret KKET, senare KKE, vilket fick flera stora offentliga uppdrag.
Eva och Nils Koppel fick Eckersbergmedaljen 1955.

## Verk i urval
- Eget hus, Hundesøvej 3B, Gentofte, 1942 (tillsammans med Bent Karlby)
- Varminghuset, enfamiljshus för Birgitte och Jørgen Varming, Skovvej 35A, Gentofte, 1952
- Buddinge Skole, Gladsaxe Gymnasium och Gladsaxe Teater, 1953–1958
- Bostadsbebyggelsen Søllerød Park, Holte, 1954–1958
- H.C. Ørsted-institutet och August Krogh-institutet, 1955–1962
- Langeliniepaviljongen, Langelinie 10, 1957–1958
- Egegaardsskolen, Gladsaxe, 1961
- Bostadsbebyggelsen Ericaparken, Gladsaxe, 1961
- Distriktstoldkammer nr. 6, Vasbygade 10, Sydhavnen, 1961–1964
- Danmarks Tekniske Højskole, nu Danmarks Tekniske Universitet, 1961–1975
- Skadedyrslaboratorium, Kongens Lyngby, 1962–1963 (tillsammans med Gert Edstrand)
- Ombyggnad av Statens Museum for Kunst, 1966–1970

### KKET, respektive KKE

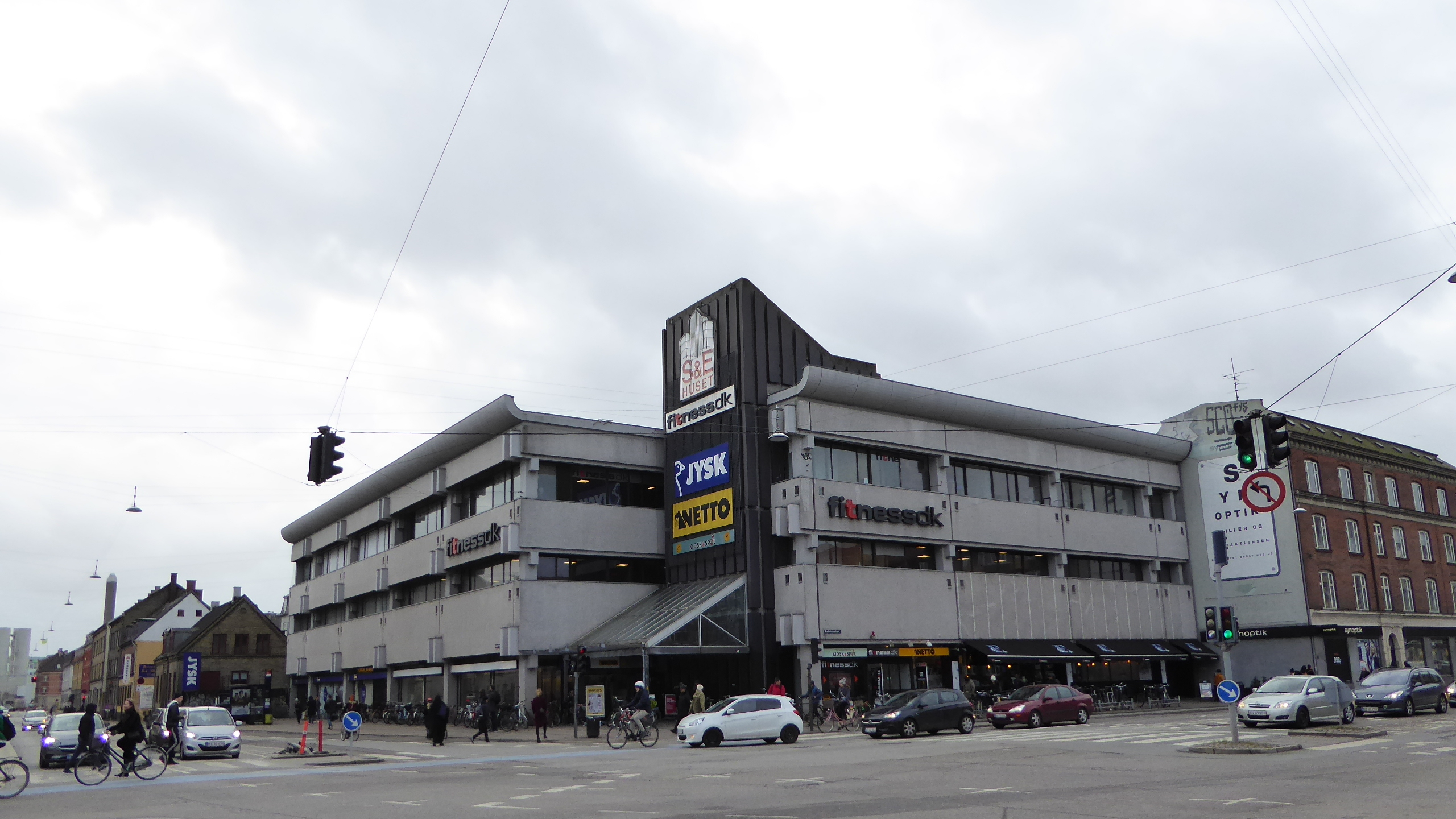
De tidigare lokalerna för varuhuset Schou-Epa i nordvästra Köpenhamn.

- Panuminstitutet och Københavns Tandlægehøjskole, 1966–1986
- Kampsax Kollegiet, Kongens Lyngby, 1968–1970
- Schou-Epa-bygningen, Köpenhamn, 1969–1970
- Nybrogård Kollegiet, Kongens Lyngby, 1969–1972 (tillsammans med Mogens Kjær-Andersen)
- Bostadsbebyggelsen Grønnedalsparken, Skanderborg, 1970–1975
- Direktoratet for Toldvæsenet, 1972–1975
- Københavns Universitet Amager, 1972–1979
- Kalundborg Handelsskole, Kalundborg, 1975
- Distriktstoldkammer, Køge, 1975–1976
- Restaurering af Sorø Akademi, Sorø